# Limnologia

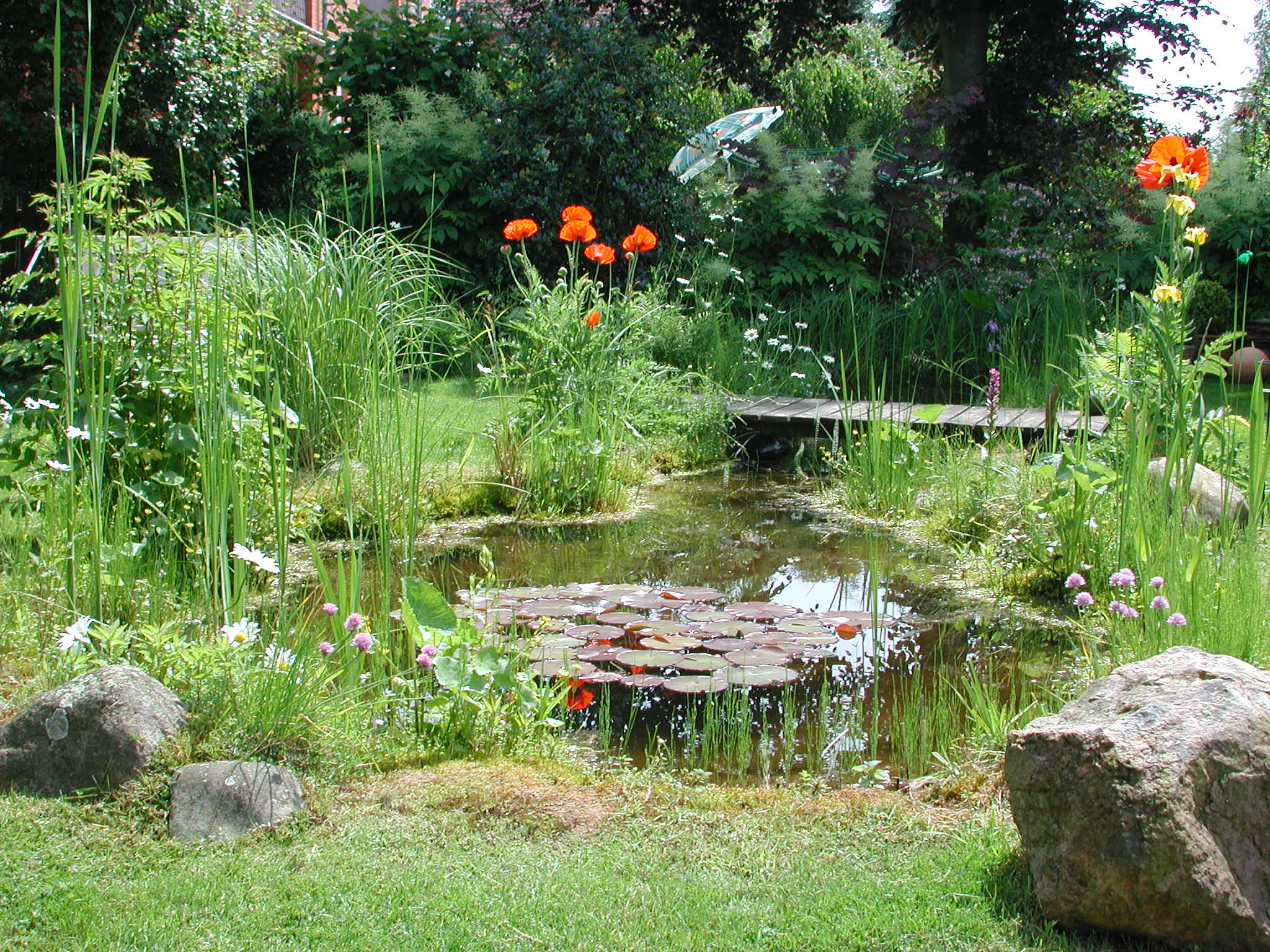
Lago de jardim.

 A limnologia (do grego, limne - lago, e  logos - estudo) é a especialidade da biologia que estuda as águas interiores, independentemente de suas origens (estudadas pela hidrografia), mas verificando as dimensões e concentração de sais, em relação aos fluxos de matéria e energia e as suas comunidades bióticas.

## Origem
A origem da limnologia normalmente reporta-se ao final do século XIX, quando François Alphonse Forel iniciou os seus estudos no lago Léman (lago de Genebra, Suíça). Muito embora a limnologia tenha sido originalmente desenvolvida com o objetivo de estudar os ambientes lacustres (lagos), na realidade, os ambientes estudados abrangem todos os tipos de águas interiores: lagos, lagoas, reservatórios, rios, açudes, represas, riachos, brejos, áreas inundáveis, águas subterrâneas, coleções de água temporárias, nascentes e fitotelmos.

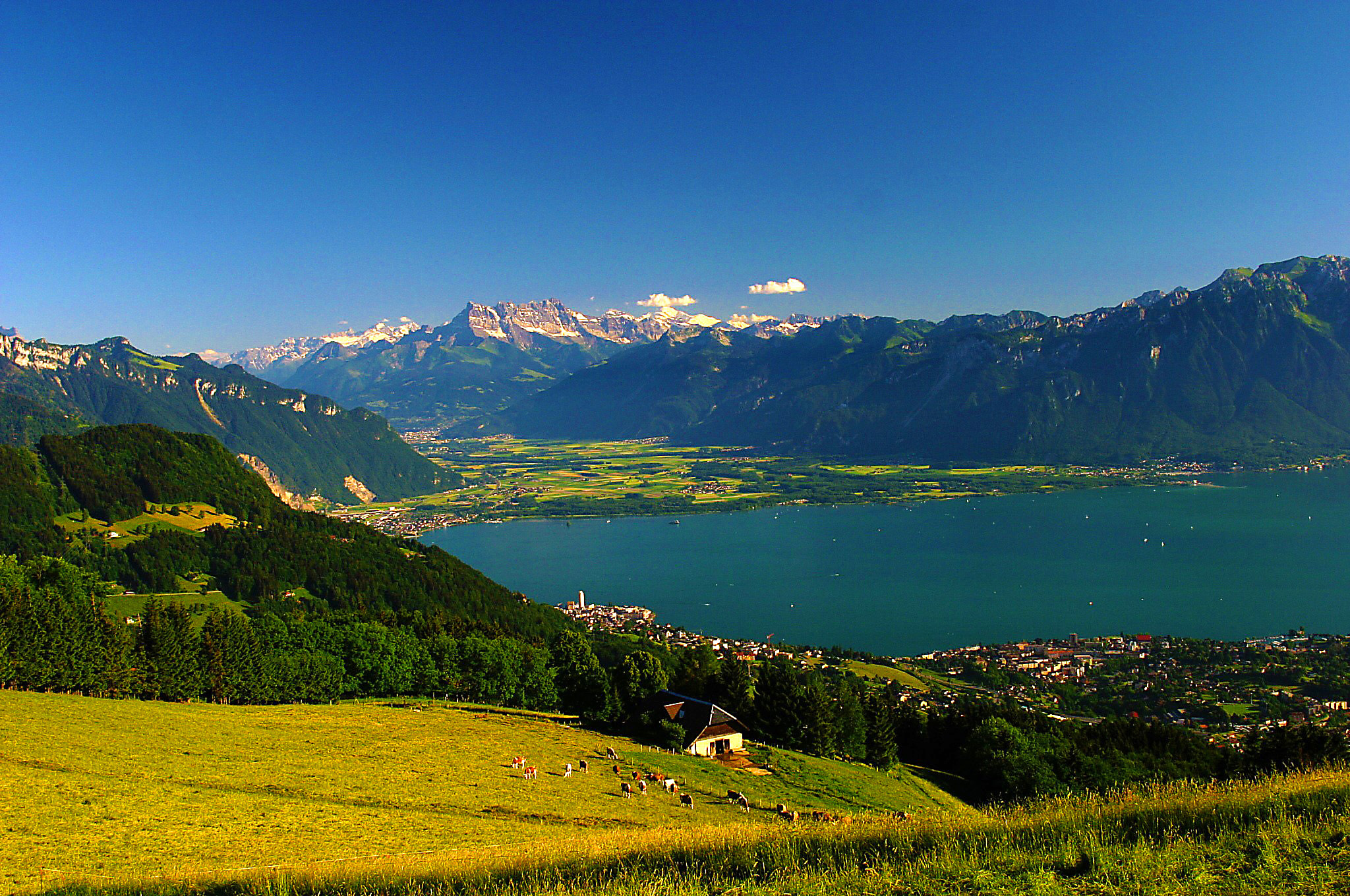
Lago Léman em Genebra, Suíça

## Áreas de estudo
A compartimentação das áreas do conhecimento limnológico levou à criação das linhas de pesquisa relacionadas ao estudo das formas (isto é, a extensão e profundidade) do ambiente lacustre, aos aspectos abióticos da coluna de água, como as propriedades dinâmicas da disponibilidade de luz, estratificação térmica e química, além das características do sedimento. Quanto aos aspectos bióticos, as diversas linhas de pesquisa podem ser resumidas em estudos do bacterioplâncton, fitoplâncton, zooplâncton, bentos, nécton,  macrófitas aquáticas e perifíton.
Os métodos utilizados nos estudos limnológicos são semelhantes aos métodos utilizados nos estudos oceanográficos, o que faz com que a limnologia seja considerada uma ciência irmã da oceanografia.
Em casos em que a massa de água doce suporte uma pescaria, estes estudos fornecem informações importantes para as ciências pesqueiras.

## Classificação das águas doces
Os ecossistemas de água doce podem ser classificados como limnociclos, ou biociclos dulcícolas, ou seja, o conjunto dos ecossistemas de água doce que apresenta dois biócoros distintos. O primeiro biócoro é o das águas lênticas, que são as águas paradas ou de pouca corrente, como pântanos, brejos, poças d’água, lagos e lagoas. Já o segundo trata das águas lóticas, ou seja, águas com correnteza, como riachos, ribeirões, rios e torrentes.